# Olympische Sommerspiele 2020/Leichtathletik – 200 m (Frauen)
Der 200-Meter-Lauf der Frauen bei den Olympischen Spielen 2020 in Tokio wurde vom 2. bis 3. August 2021 im Nationalstadion ausgetragen.
Olympiasiegerin wurde die jamaikanische Sprinterin Elaine Thompson-Herah mit einem nationalen Rekord von 21,53 s. Silber gewann die Namibierin Christine Mboma und Bronze ging an Gabrielle Thomas aus den USA.

## Aktuelle Titelträgerinnen
| Olympiasiegerin                         | Elaine Thompson ( Jamaika)           | 21,78 s | Rio de Janeiro 2016 |
| Weltmeisterin                           | Dina Asher-Smith ( Großbritannien)   | 21,88 s | Doha 2019           |
| Europameisterin                         | Dina Asher-Smith ( Großbritannien)   | 21,89 s | Berlin 2018         |
| Nord-/Zentralamerika-/Karibik-Meisterin | Shericka Jackson ( Jamaika)          | 22,64 s | Toronto 2018        |
| Südamerika-Meisterin                    | Vitória Cristina Rosa ( Brasilien)   | 22,90 s | Lima 2019           |
| Asienmeisterin                          | Salwa Eid Naser ( Bahrain)           | 22,74 s | Doha 2019           |
| Afrikameisterin                         | Marie-Josée Ta Lou ( Elfenbeinküste) | 22,50 s | Asaba 2018          |
| Ozeanienmeisterin                       | Riley Day ( Australien)              | 23,51 s | Townsville 2019     |

## Rekorde

### Bestehende Rekorde
| Weltrekord         | Florence Griffith-Joyner ( USA) | 21,34 s | Finale OS Seoul, Südkorea | 29. September 1988 |
| Olympischer Rekord | Florence Griffith-Joyner ( USA) | 21,34 s | Finale OS Seoul, Südkorea | 29. September 1988 |

Der bestehende olympische Rekord, gleichzeitig Weltrekord, wurde bei diesen Spielen nicht erreicht. Die schnellste Zeit erzielte die jamaikanische Olympiasiegerin Elaine Thompson-Herah mit 21,53 s im Finale am 3. August bei einem Rückenwind von 0,8 m/s. Den Rekord verfehlte sie dabei um neunzehn Hundertstelsekunden.

### Rekordegalisierungen / -verbesserungen
Drei Landesrekorde wurden neu aufgestellt oder egalisiert:
- 22,26 s (Verbesserung) – Mujinga Kambundji (Schweiz), dritter Vorlauf am 2. August bei einem Gegenwind von 0,2 m/s
- 22,26 s (Egalisierung) – Mujinga Kambundji (Schweiz), drittes Halbfinale am 2. August bei einem Rückenwind von 0,1 m/s
- 22,26 s (Verbesserung) – Elaine Thompson-Herah (Jamaika), Finale am 3. August bei einem Rückenwind von 0,8 m/s

## Vorrunde
Die Vorrunde wurde in sieben Läufen durchgeführt. Für das Halbfinale qualifizierten sich pro Lauf die ersten drei Athletinnen (hellblau unterlegt). Darüber hinaus kamen die drei Zeitschnellsten – Lucky Loser (hellgrün unterlegt) – weiter. Aufgrund einer Zeitgleichheit in der Lucky-Loser-Wertung zog eine weitere Athletin ins Halbfinale ein.

### Lauf 1

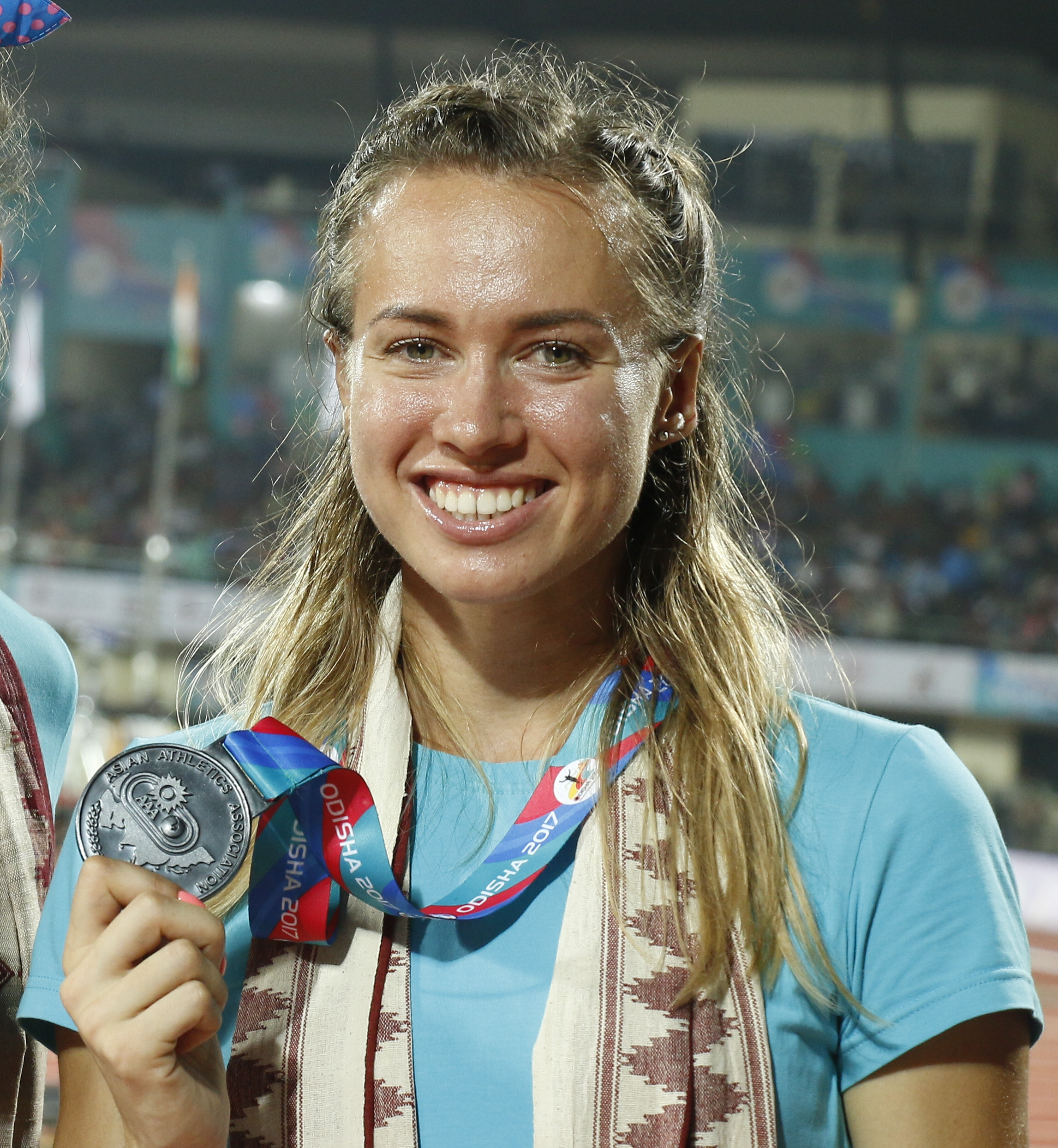
Olga Safronowa – ausgeschieden als Sechste des ersten Vorlaufs

2. August 2021, Start: 10:30 Uhr (3:30 Uhr MESZ)
Wind: +0,3 m/s
| Platz | Name                    | Nation         | Zeit (s) | Anmerkung |
| ----- | ----------------------- | -------------- | -------- | --------- |
| 1     | Marie-Josée Ta Lou      | Elfenbeinküste | 22,30    |           |
| 2     | Shaunae Miller-Uibo     | Bahamas        | 22,40    |           |
| 3     | Nzubechi Grace Nwokocha | Nigeria        | 22,47    | PB        |
| 4     | Gloria Hooper           | Italien        | 23,16    | SB        |
| 5     | Ana Azevedo             | Brasilien      | 23,20    | SB        |
| 6     | Olga Safronowa          | Kasachstan     | 23,64    |           |

### Lauf 2
2. August 2021, Start: 10:38 Uhr (3:38 Uhr MESZ)
Wind: +0,4 m/s
| Platz | Name                          | Nation       | Zeit (s) | Anmerkung |
| ----- | ----------------------------- | ------------ | -------- | --------- |
| 1     | Shelly-Ann Fraser-Pryce       | Jamaika      | 22,22    |           |
| 2     | Beatrice Masilingi            | Namibia      | 22,63    | PB        |
| 3     | Dafne Schippers               | Niederlande  | 23,13    |           |
| 4     | Lisa-Marie Kwayie             | Deutschland  | 23,14    |           |
| 5     | Rafaela Spanoudaki-Chatziriga | Griechenland | 23,16    |           |
| 6     | Lucia Moris                   | Südsudan     | 25,24    |           |
| 7     | Najma Parveen                 | Pakistan     | 28,12    | SB        |

### Lauf 3
2. August 2021, Start: 10:46 Uhr (3:46 Uhr MESZ)
Wind: −0,2 m/s
| Platz | Name              | Nation     | Zeit (s) | Anmerkung |
| ----- | ----------------- | ---------- | -------- | --------- |
| 1     | Mujinga Kambundji | Schweiz    | 22,26    | NR        |
| 2     | Anavia Battle     | USA        | 22,54    |           |
| 3     | Gémima Joseph     | Frankreich | 22,94    |           |
| 4     | Jaël Bestué       | Spanien    | 23,19    | PB        |
| 5     | Inna Eftimowa     | Bulgarien  | 23,42    |           |

### Lauf 4

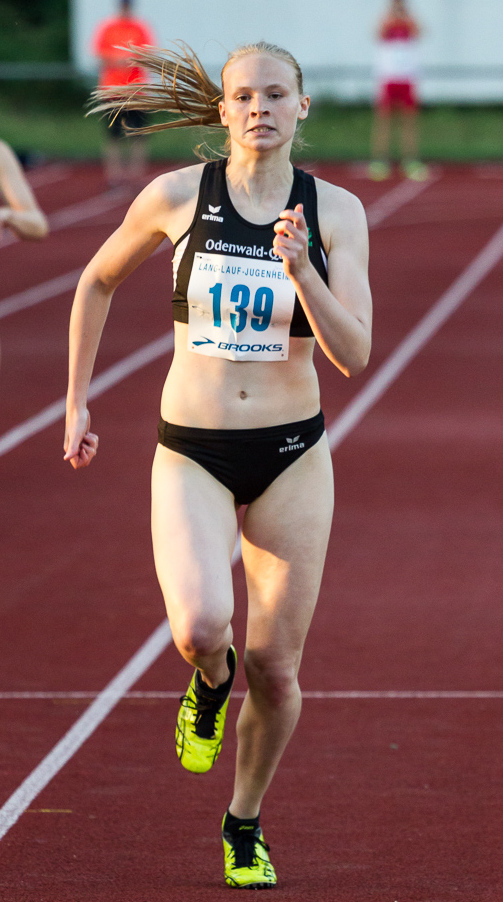
Jessica-Bianca Wessolly – ausgeschieden als Fünfte des vierten Vorlaufs
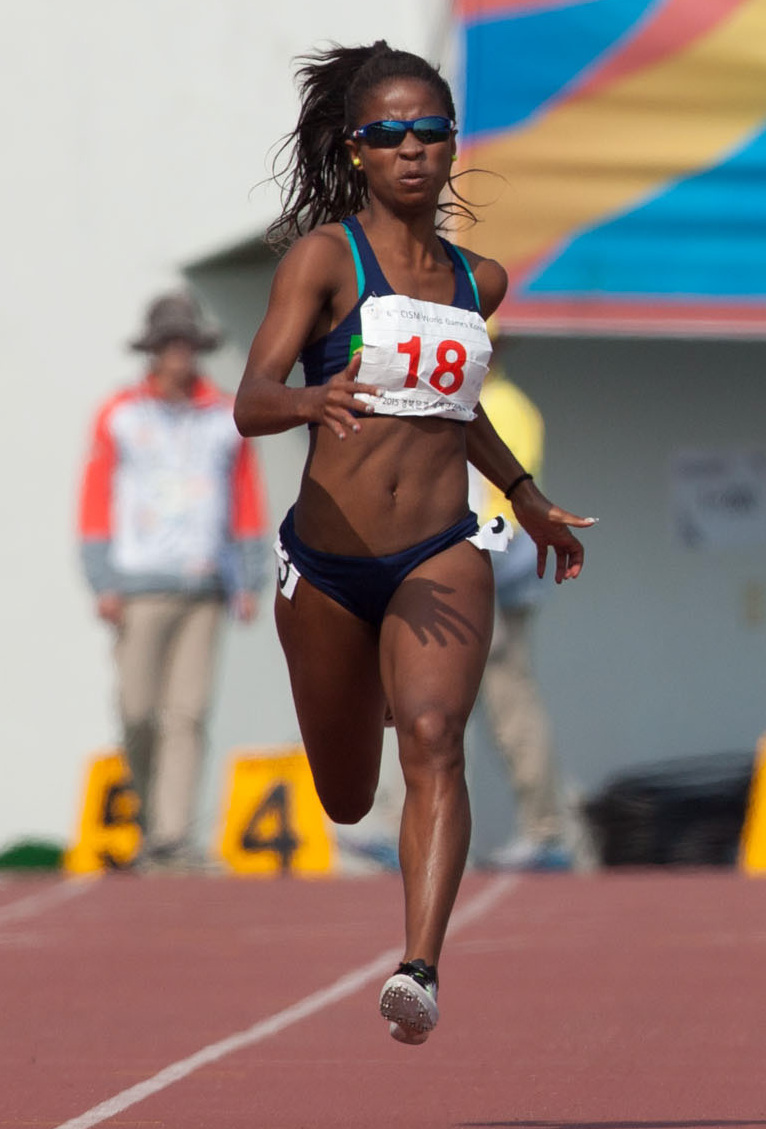
Vitória Cristina Rosa – ausgeschieden als Sechste des vierten Vorlaufs
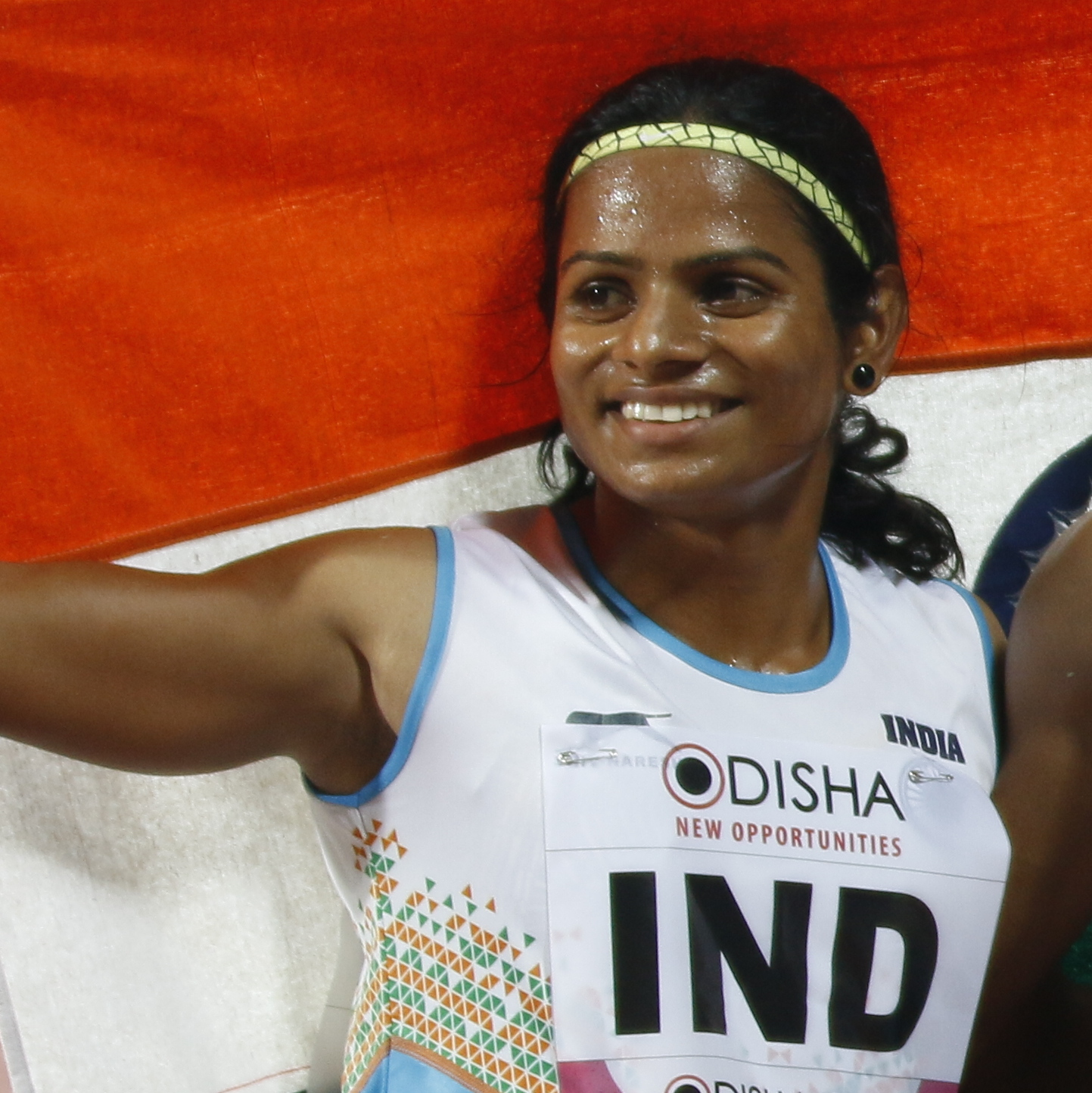
Dutee Chand – ausgeschieden als Siebte des vierten Vorlaufs

2. August 2021, Start: 10:54 Uhr (3:54 Uhr MESZ)
Wind: +0,7 m/s
| Platz | Name                    | Nation      | Zeit (s) | Anmerkung |
| ----- | ----------------------- | ----------- | -------- | --------- |
| 1     | Christine Mboma         | Namibia     | 22,11    |           |
| 2     | Gabrielle Thomas        | USA         | 22,20    |           |
| 3     | Aminatou Seyni          | Niger       | 22,72    | SB        |
| 4     | Rhoda Njobvu            | Sambia      | 23,33    |           |
| 5     | Jessica-Bianca Wessolly | Deutschland | 23,41    |           |
| 6     | Vitória Cristina Rosa   | Brasilien   | 23,59    |           |
| 7     | Dutee Chand             | Indien      | 23,85    | SB        |

### Lauf 5

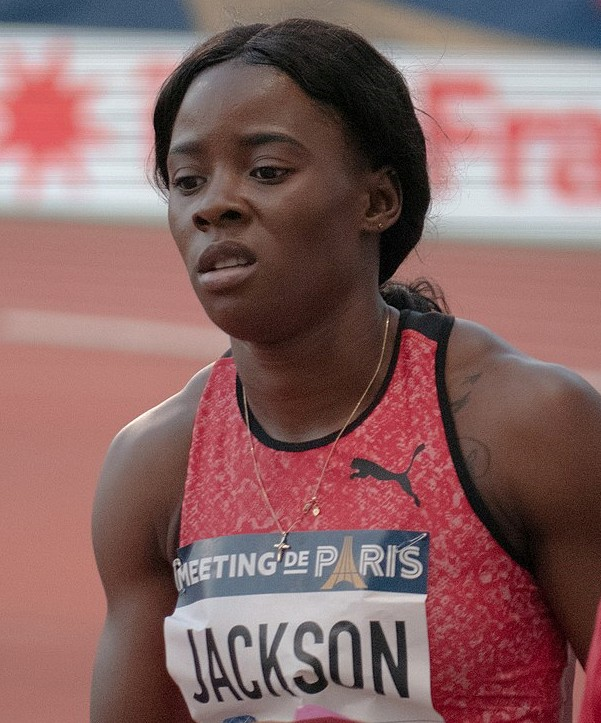
Shericka Jackson – ausgeschieden als Vierte des fünften Vorlaufs
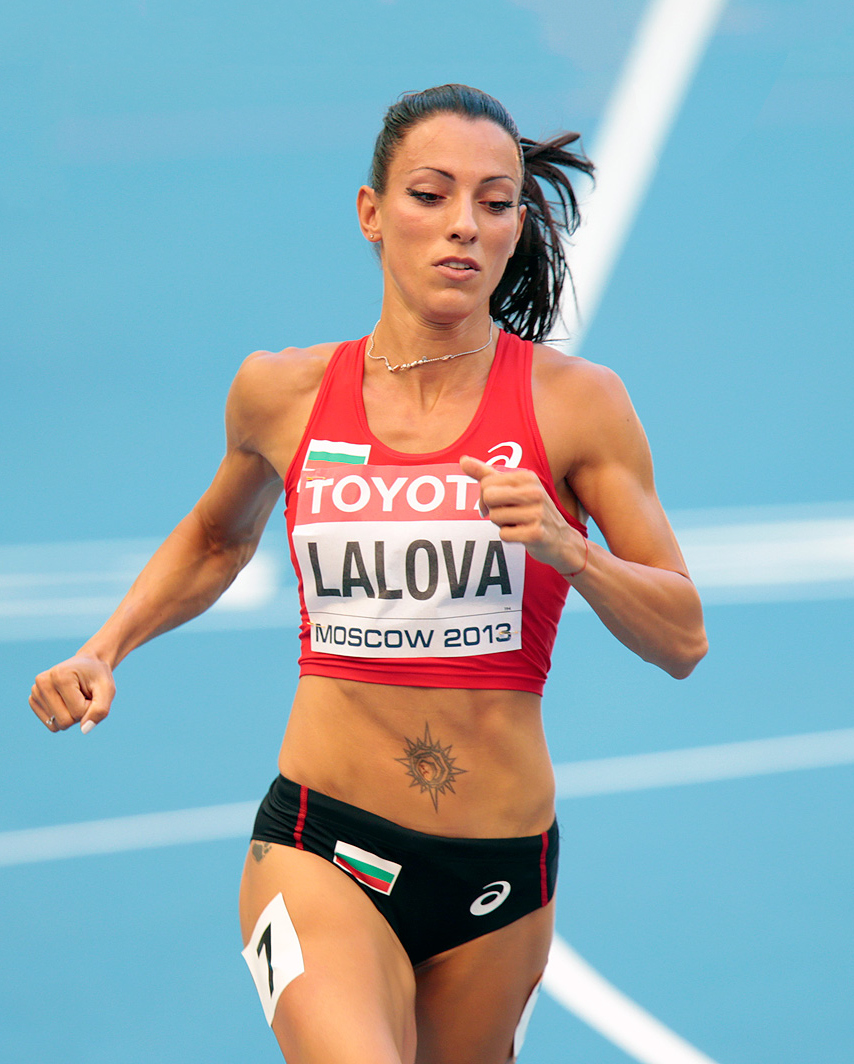
Iwet Lalowa-Collio – ausgeschieden als Fünfte des fünften Vorlaufs
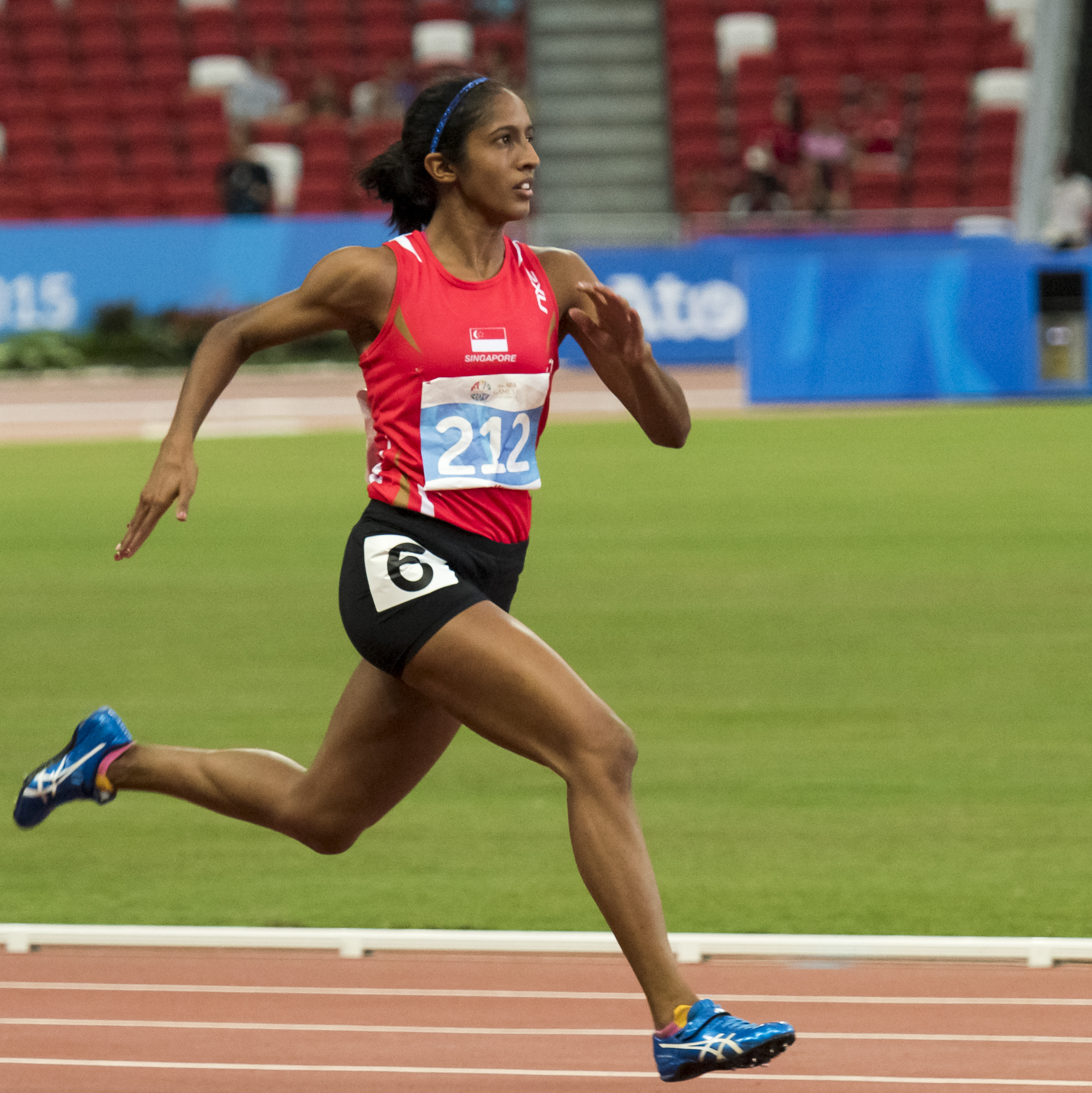
Shanti Pereira – ausgeschieden als Sechste des fünften Vorlaufs

2. August 2021, Start: 11:02 Uhr (4:02 Uhr MESZ)
Wind: −0,3 m/s
| Platz | Name                | Nation    | Zeit (s) | Anmerkung |
| ----- | ------------------- | --------- | -------- | --------- |
| 1     | Anthonique Strachan | Bahamas   | 22,76    | SB        |
| 2     | Lorène Bazolo       | Portugal  | 23,21    |           |
| 3     | Dalia Kaddari       | Italien   | 23,26    |           |
| 4     | Shericka Jackson    | Jamaika   | 23,26    |           |
| 5     | Iwet Lalowa-Collio  | Bulgarien | 23,39    | SB        |
| 6     | Shanti Pereira      | Singapur  | 23,96    | SB        |

### Lauf 6

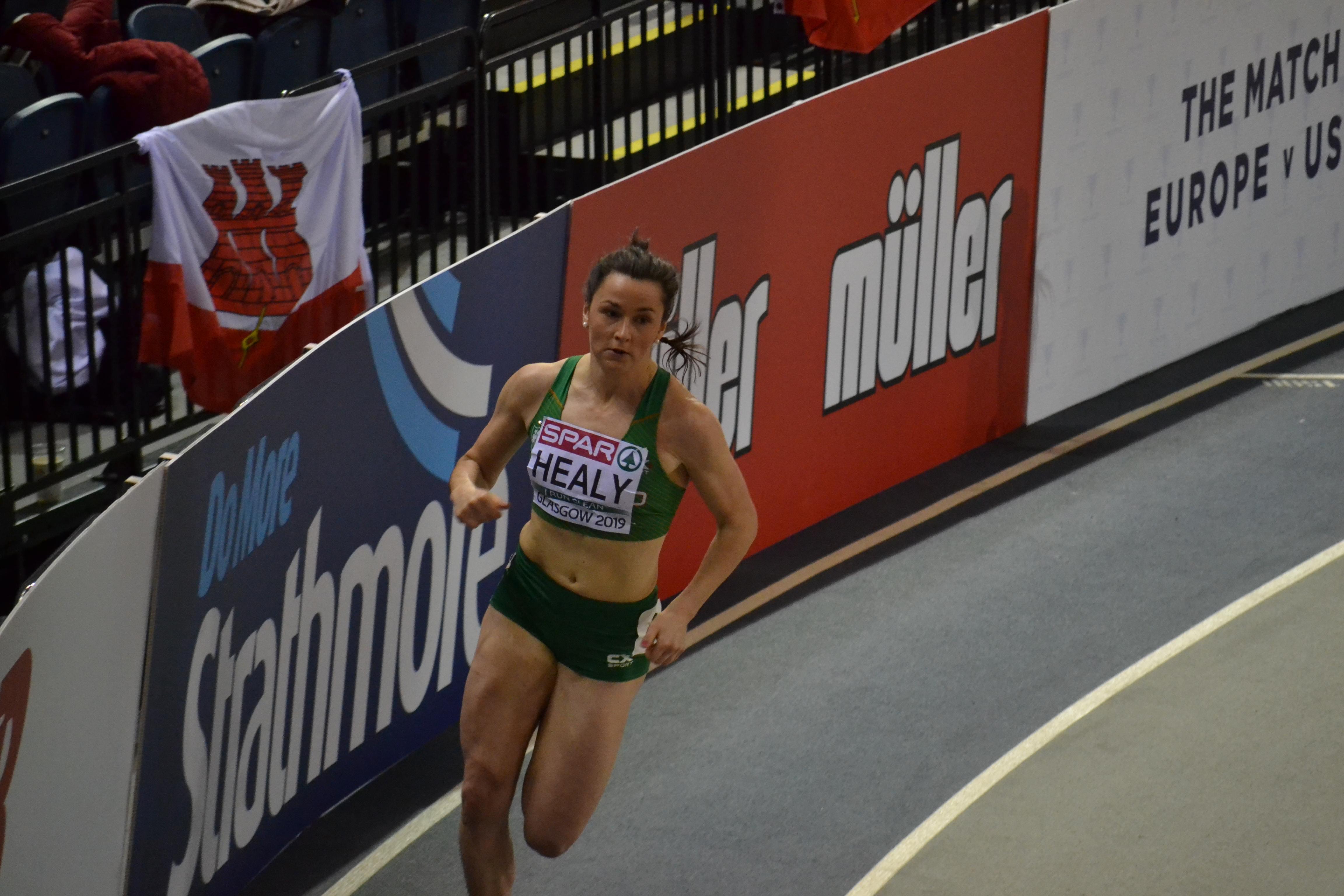
Phil Healy – ausgeschieden
als Fünfte des sechsten Vorlaufs

2. August 2021, Start: 11:10 Uhr (4:10 Uhr MESZ)
Wind:  +0,4 m/s
| Platz | Name                  | Nation         | Zeit (s) | Anmerkung |
| ----- | --------------------- | -------------- | -------- | --------- |
| 1     | Crystal Emmanuel      | Kanada         | 22,74    | SB        |
| 2     | Beth Dobbin           | Großbritannien | 22,78    | SB        |
| 3     | Elaine Thompson-Herah | Jamaika        | 22,86    |           |
| 4     | Imke Vervaet          | Belgien        | 23,05    | PB        |
| 5     | Phil Healy            | Irland         | 23,21    | SB        |

### Lauf 7

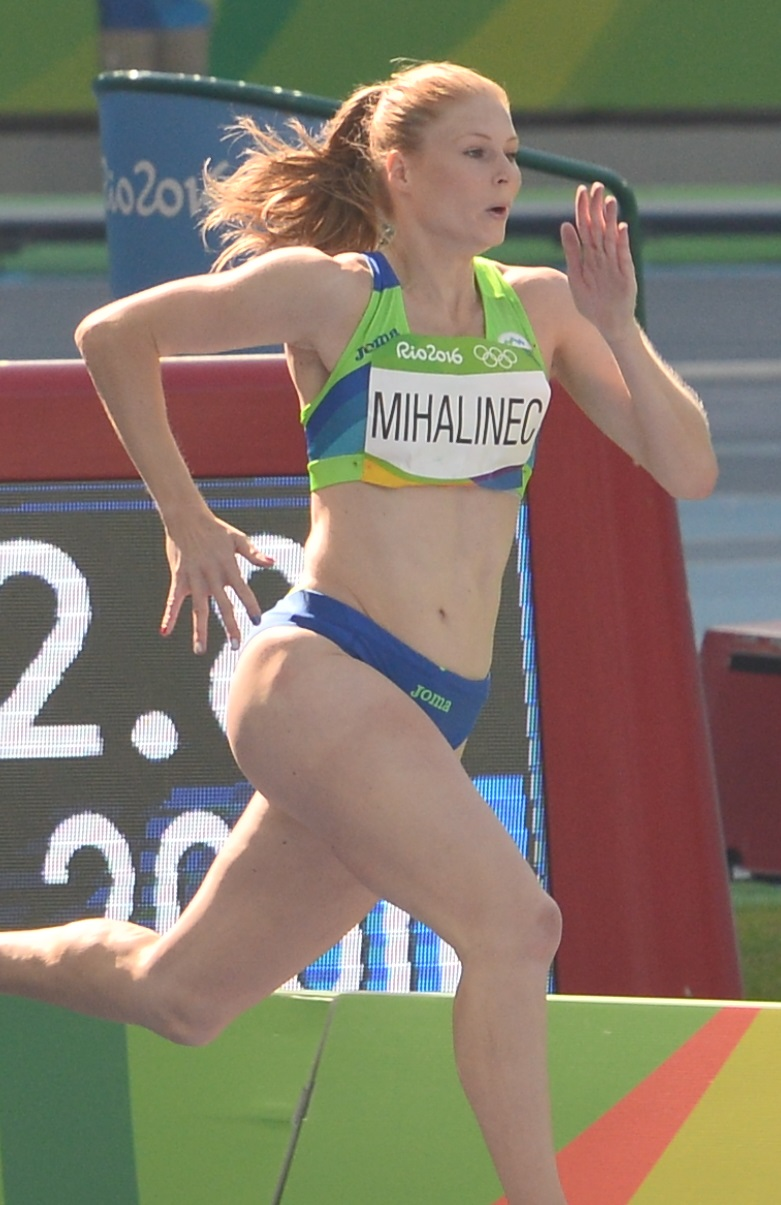
Maja Mihalinec Zidar – ausgeschieden als Vierte des siebten Vorlaufs

2. August 2021, Start: 11:18 Uhr (4:18 Uhr MESZ)
Wind: +0,9 m/s
| Platz | Name                 | Nation      | Zeit (s) | Anmerkung |
| ----- | -------------------- | ----------- | -------- | --------- |
| 1     | Jenna Prandini       | USA         | 22,56    |           |
| 2     | Gina Bass            | Gambia      | 22,74    |           |
| 3     | Riley Day            | Australien  | 22,94    |           |
| 4     | Maja Mihalinec Zidar | Slowenien   | 23,62    | SB        |
| 5     | Kristina Knott       | Philippinen | 23,80    |           |
| DNS   | Jamile Samuel        | Niederlande |          |           |

## Halbfinale
Das Halbfinale umfasste drei Läufe. Für das Finale qualifizierten sich pro Lauf die ersten beiden Athletinnen (hellblau unterlegt). Darüber hinaus kamen die zwei Zeitschnellsten – Lucky Loser (hellgrün unterlegt) – weiter.

### Lauf 1

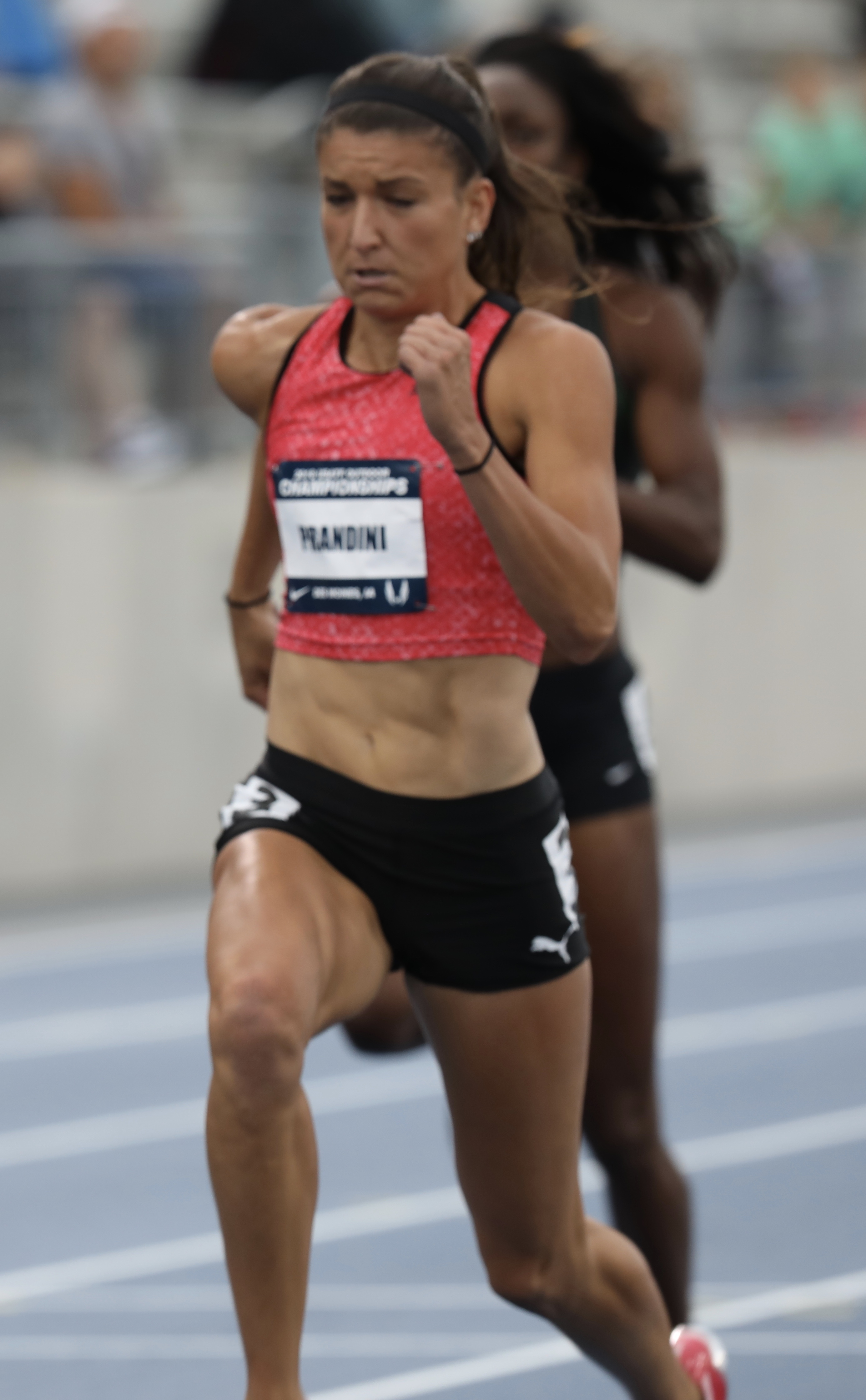
Jenna Prandini – ausgeschieden als Fünfte des ersten Halbfinals

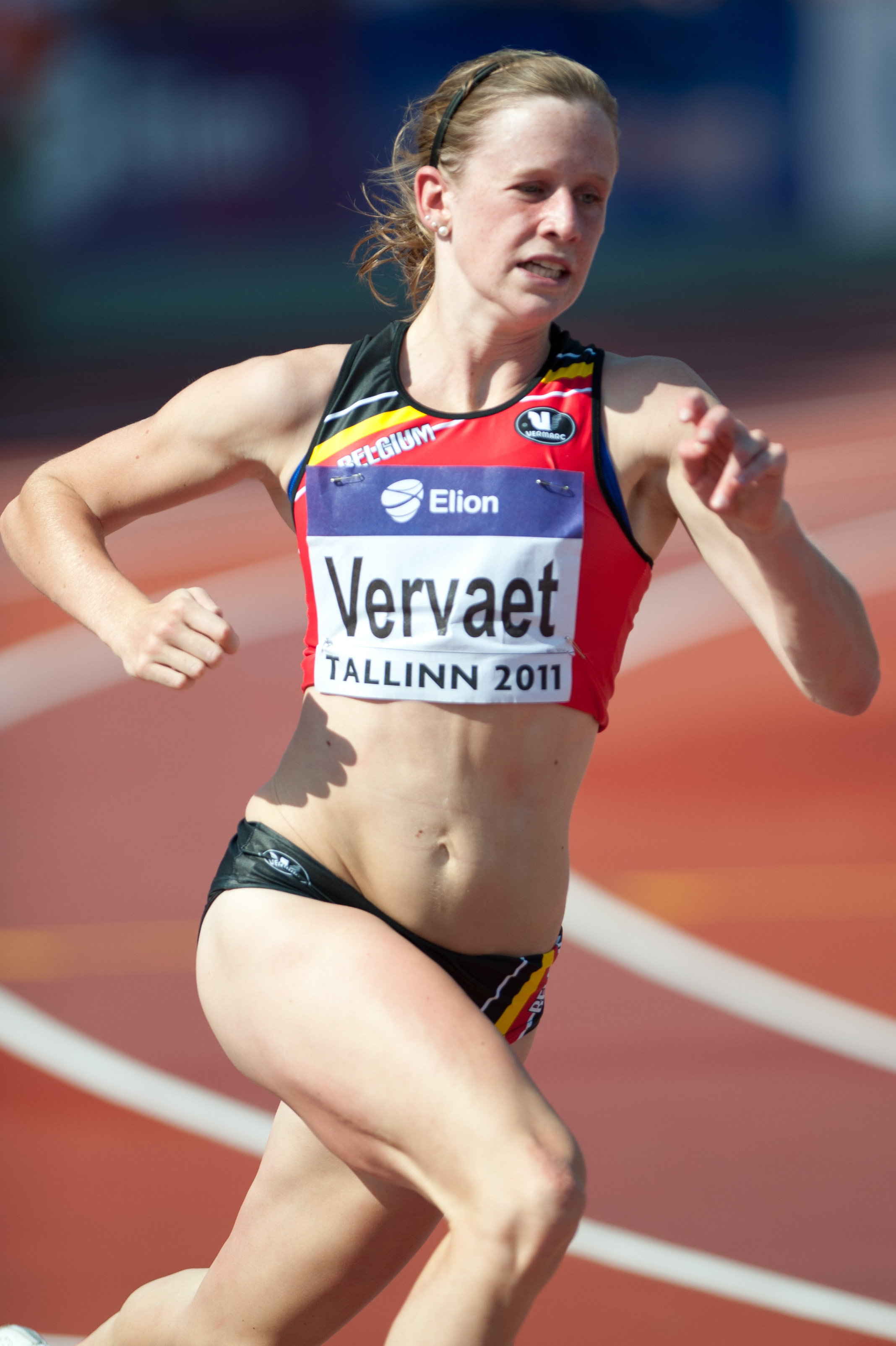
Imke Vervaet – ausgeschieden als Siebte des dritten Halbfinals
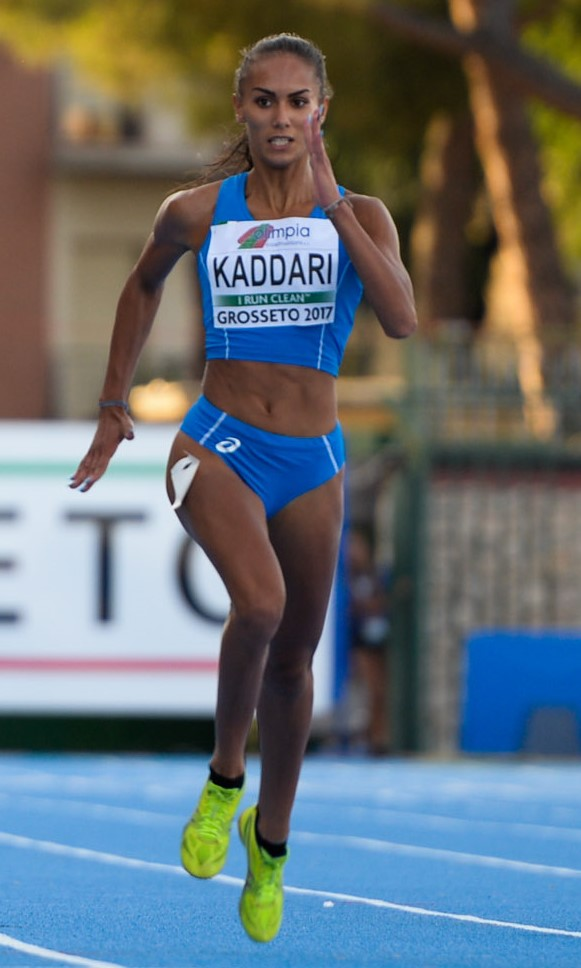
Dalia Kaddari – ausgeschieden als Achte des dritten Halbfinals

2. August 2021, Start: 19:25 Uhr (12:25 Uhr MESZ)
Wind: +0,3 m/s
| Platz | Name                    | Nation      | Zeit (s) | Anmerkung |
| ----- | ----------------------- | ----------- | -------- | --------- |
| 1     | Shelly-Ann Fraser-Pryce | Jamaika     | 22,13    |           |
| 2     | Beatrice Masilingi      | Namibia     | 22,40    | PB        |
| 3     | Anthonique Strachan     | Bahamas     | 22,56    | SB        |
| 4     | Riley Day               | Australien  | 22,56    | PB        |
| 5     | Jenna Prandini          | USA         | 22,57    |           |
| 6     | Dafne Schippers         | Niederlande | 23,03    |           |
| 7     | Lorène Bazolo           | Portugal    | 23,20    |           |
| 8     | Lisa-Marie Kwayie       | Deutschland | 23,42    |           |

Weitere im ersten Halbfinale ausgeschiedene Sprinterinnen:

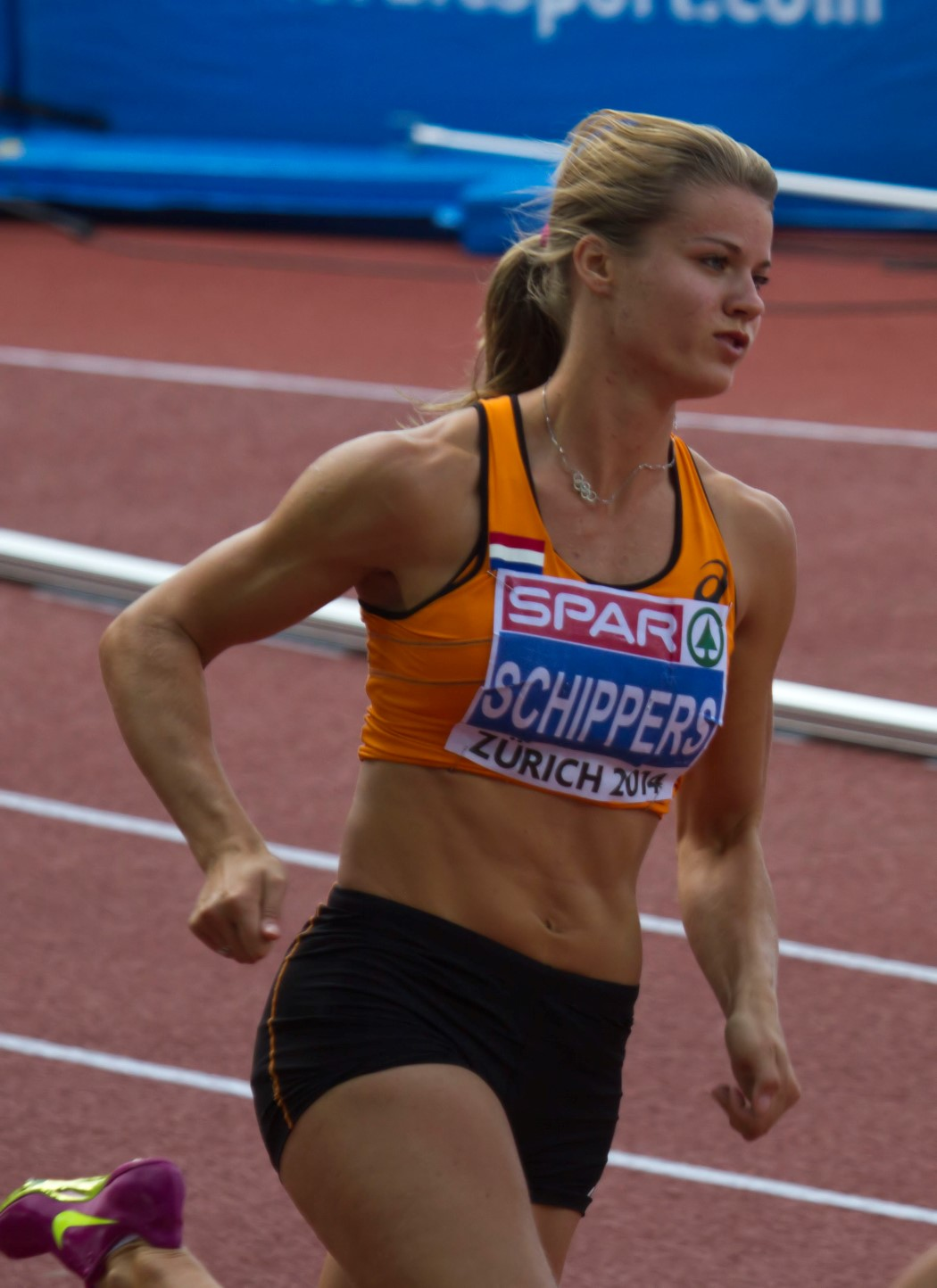
Dafne Schippers – Rang sechs
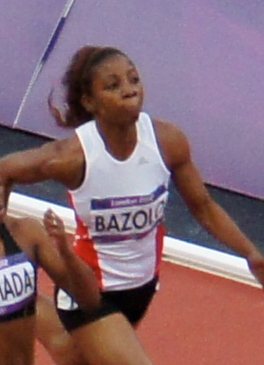
Lorène Bazolo – Rang sieben
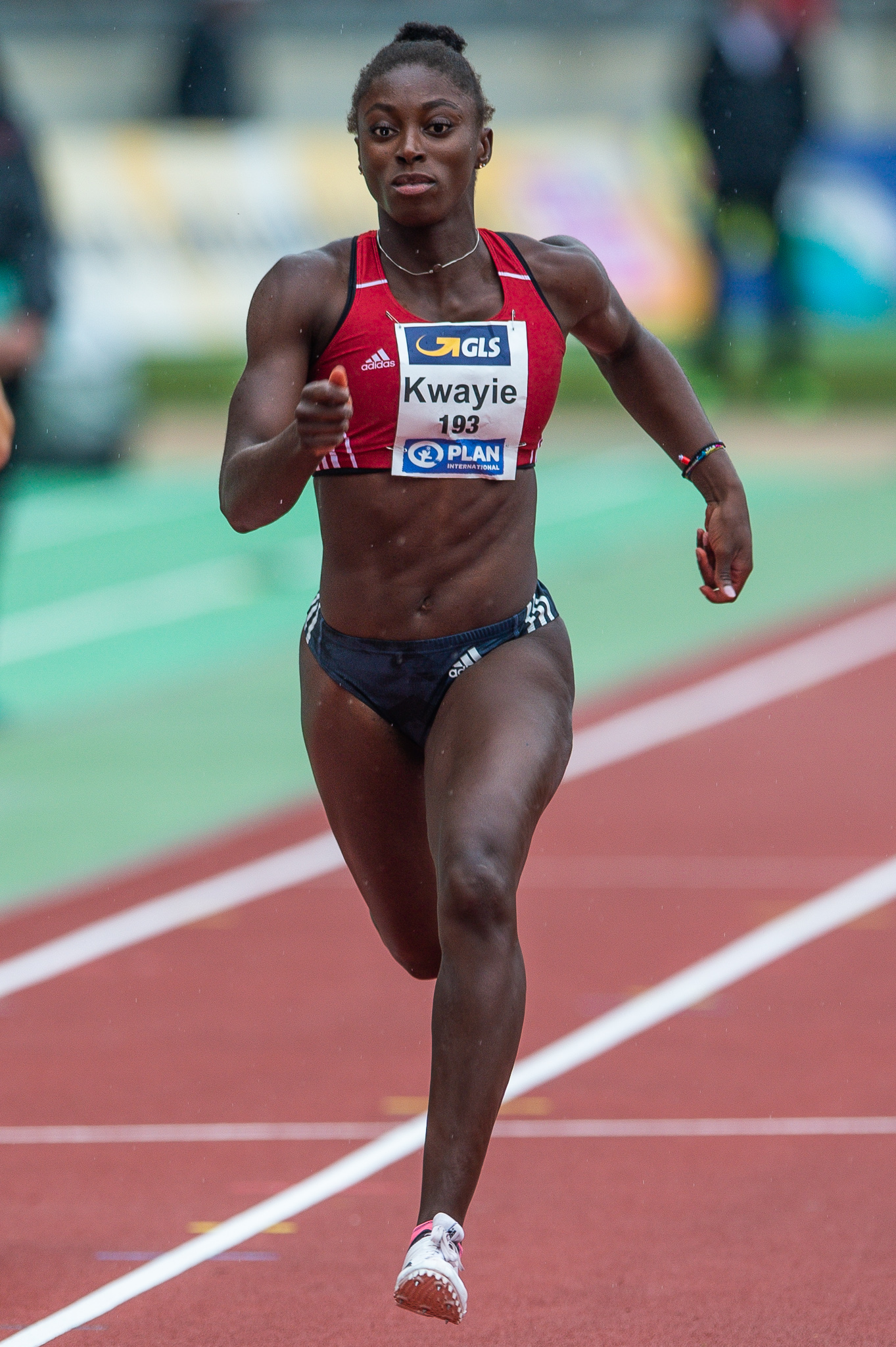
Lisa-Marie Kwayie – Rang acht

### Lauf 2
2. August 2021, Start: 19:32 Uhr (12:32 Uhr MESZ)
Wind: +0,3 m/s
| Platz | Name                          | Nation         | Zeit (s) | Anmerkung |
| ----- | ----------------------------- | -------------- | -------- | --------- |
| 1     | Elaine Thompson-Herah         | Jamaika        | 21,66    | PB        |
| 2     | Christine Mboma               | Namibia        | 21,97    |           |
| 3     | Gabrielle Thomas              | USA            | 22,01    |           |
| 4     | Gina Bass                     | Gambia         | 22,67    |           |
| 5     | Beth Dobbin                   | Großbritannien | 22,85    |           |
| 6     | Crystal Emmanuel              | Kanada         | 23,05    |           |
| 7     | Gémima Joseph                 | Frankreich     | 23,19    |           |
| 8     | Gloria Hooper                 | Italien        | 23,28    |           |
| 9     | Rafaela Spanoudaki-Chatziriga | Griechenland   | 23,38    |           |

Im zweiten Halbfinale ausgeschiedene Sprinterinnen:

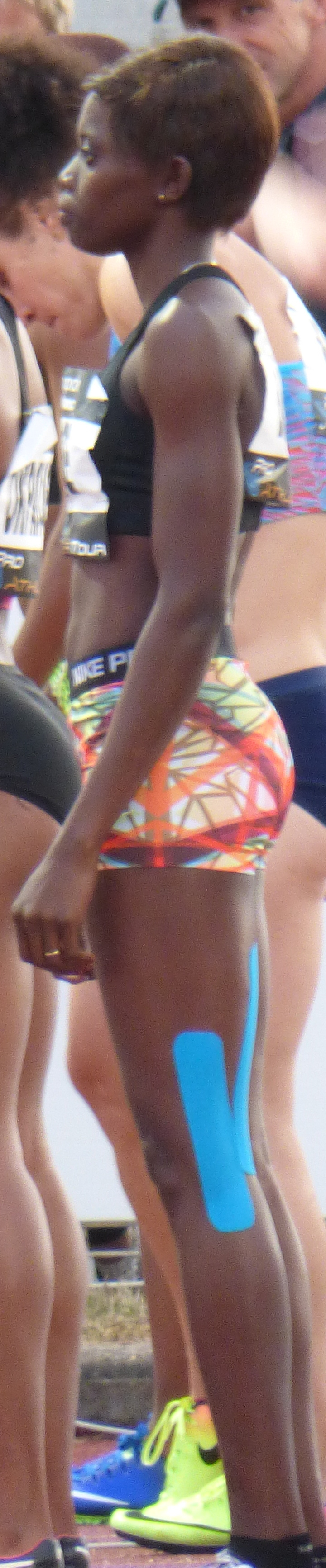
Gina Bass – Rang vier
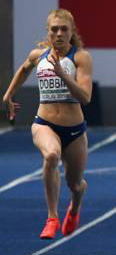
Beth Dobbin – Rang fünf
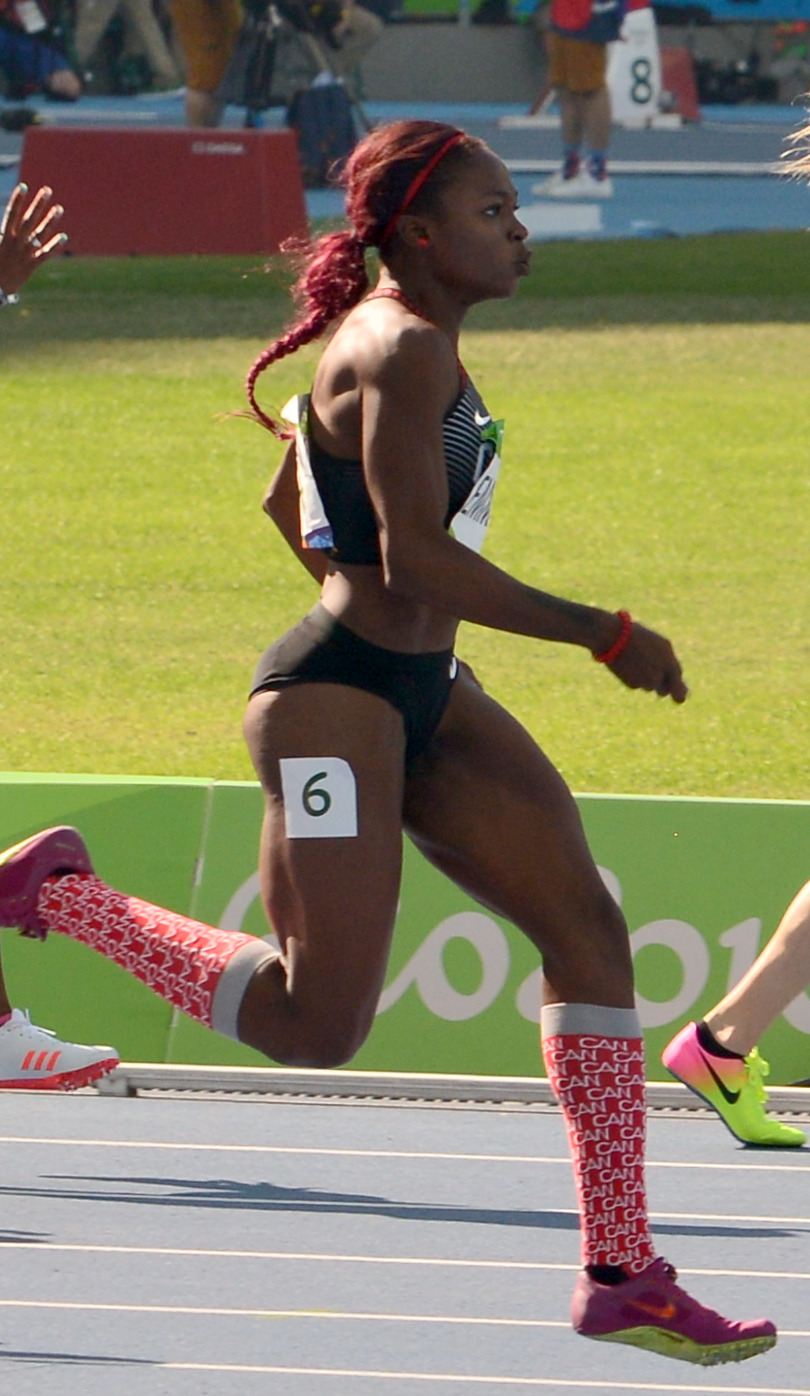
Crystal Emmanuel – Rang sechs
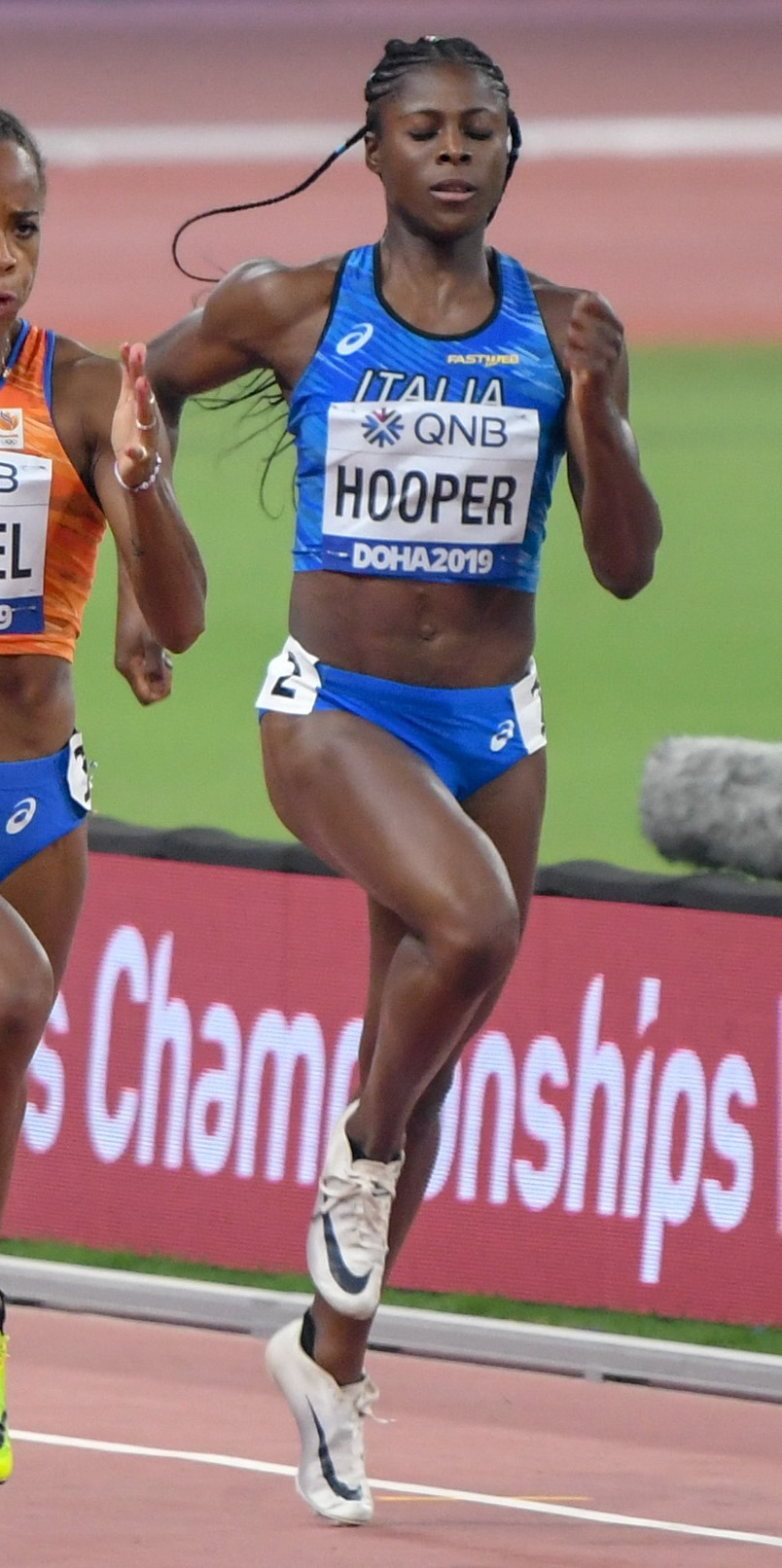
Gloria Hooper – Rang acht

### Lauf 3
- Imke Vervaet – ausgeschieden
als Siebte des dritten Halbfinals
- Dalia Kaddari – ausgeschieden
als Achte des dritten Halbfinals

2. August 2021, Start: 19:39 Uhr (12:39 Uhr MESZ)
Wind: +0,1 m/s
| Platz | Name                    | Nation         | Zeit (s) | Anmerkung |
| ----- | ----------------------- | -------------- | -------- | --------- |
| 1     | Marie-Josée Ta Lou      | Elfenbeinküste | 22,11    | SB        |
| 2     | Shaunae Miller-Uibo     | Bahamas        | 22,14    |           |
| 3     | Mujinga Kambundji       | Schweiz        | 22,26    | NRe       |
| 4     | Nzubechi Grace Nwokocha | Nigeria        | 22,47    | PB        |
| 5     | Aminatou Seyni          | Niger          | 22,54    | NR        |
| 6     | Anavia Battle           | USA            | 23,02    |           |
| 7     | Imke Vervaet            | Belgien        | 23,31    |           |
| 8     | Dalia Kaddari           | Italien        | 23,41    |           |

## Finale

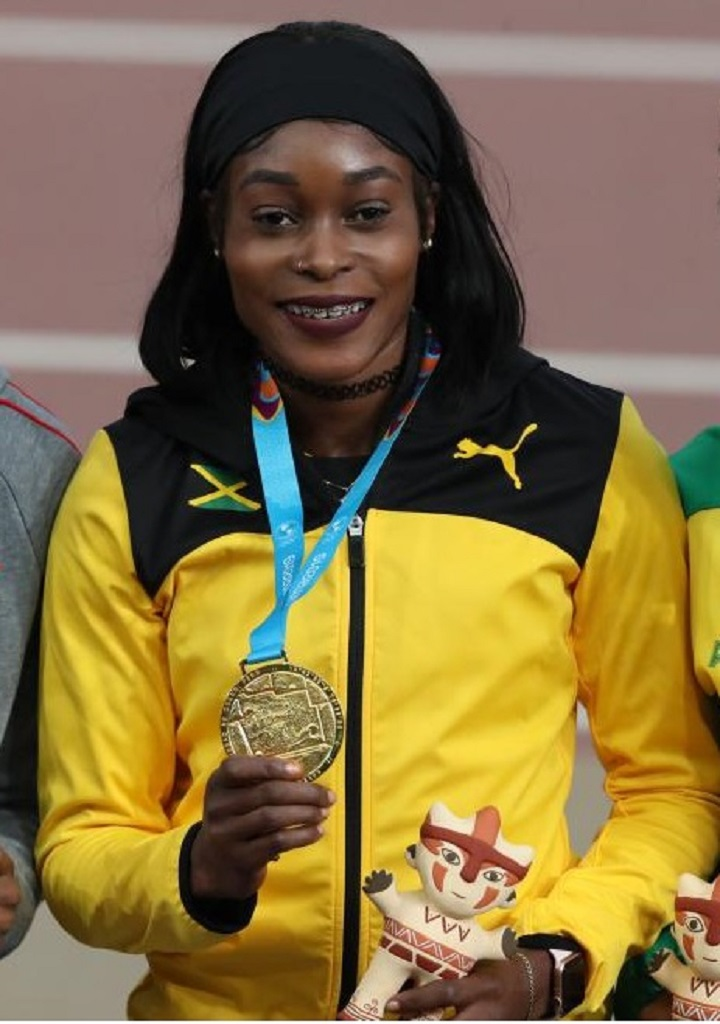
Elaine Thompson-Herah – nach ihrem zweiten Gold die Sprintkönigin von Tokio

3. August 2021, Start: 21:50 Uhr (14:50 Uhr MESZ)
Wind: +0,8 m/s
| Platz | Name                    | Nation         | Zeit (s) | Anmerkung |
| ----- | ----------------------- | -------------- | -------- | --------- |
| 1     | Elaine Thompson-Herah   | Jamaika        | 21,53    | NR        |
| 2     | Christine Mboma         | Namibia        | 21,81    |           |
| 3     | Gabrielle Thomas        | USA            | 21,87    |           |
| 4     | Shelly-Ann Fraser-Pryce | Jamaika        | 21,94    |           |
| 5     | Marie-Josée Ta Lou      | Elfenbeinküste | 22,27    |           |
| 6     | Beatrice Masilingi      | Namibia        | 22,28    | PB        |
| 7     | Mujinga Kambundji       | Schweiz        | 22,30    |           |
| 8     | Shaunae Miller-Uibo     | Bahamas        | 24,00    |           |

Mit den beiden favorisierten Jamaikanerinnen Shelly-Ann Fraser-Pryce und Elaine Thompson-Herah, die bereits über 100 Meter Gold und Silber gewonnen hatten, sowie der US-Amerikanerin Gabrielle Thomas kamen drei Läuferinnen fast gleichauf aus der Zielkurve heraus. Doch von da an setzte sich Thompson-Herah, die Olympiasiegerin von 2016, mehr und mehr ab von ihren Gegnerinnen. Im Ziel hatte sie mit 21,53 Sekunden einen neuen jamaikanischen Landesrekord aufgestellt. Hinter ihr stürmte die erst neunzehnjährige Christine Mboma aus Namibia vorbei an Fraser-Pryce und Thomas und sicherte sich in 21,81 s olympisches Silber. Mit einem Vorsprung von sieben Hundertstelsekunden vor der viertplatzierten Shelly-Ann Fraser-Pryce lief Gabrielle Thomas in 21,81 s als Bronzemedaillengewinnerin durchs Ziel. Die Zeiten von Thomas und Fraser-Pryce waren die schnellsten, die je in einem 200-Meter-Rennen der Frauen zu den Rängen drei und vier geführt hatten.
Fünfte wurde Marie-Josée Ta Lou von der Elfenbeinküste in 22,27 s vor der Namibierin Beatrice Masilingi (22,28 s). Nur zwei Hundertstelsekunden dahinter kam die Schweizerin Mujinga Kambundji als Siebte ins Ziel. Den achten Platz erreichte Shaunae Miller-Uibo von den Bahamas.
Elaine Thompson-Herah gewann als erste Frau jeweils Gold über 100 und 200 Meter bei zwei olympischen Spielen. Für sie war es die vierte olympische Goldmedaille ihrer Laufbahn, eine fünfte sollte mit der jamaikanischen 4-mal-100-Meter-Staffel ein paar Tage später noch folgen.
Christine Mboma war nach Frank Fredericks (100- und 200-Meter-Silber bei den Spielen 1992 und 1996) die zweite namibische Athletin, die eine Medaille bei den Olympischen Spielen erringen konnte.

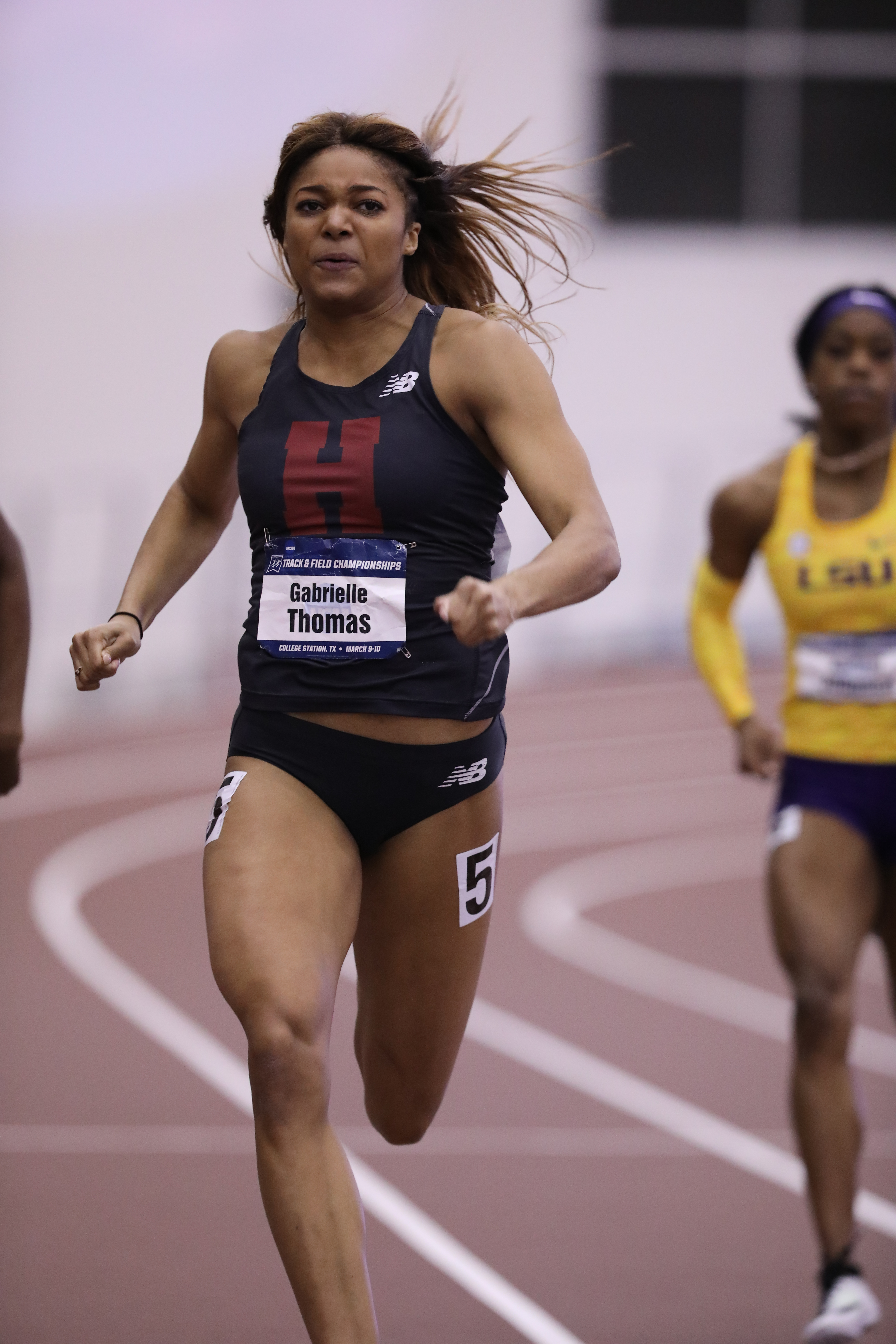
Bronzemedaillengewinnerin Gabrielle Thomas
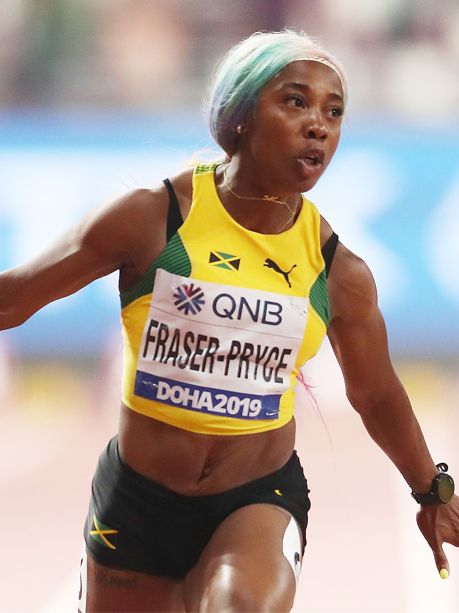
Shelly-Ann Fraser-Pryce belegte Rang vier
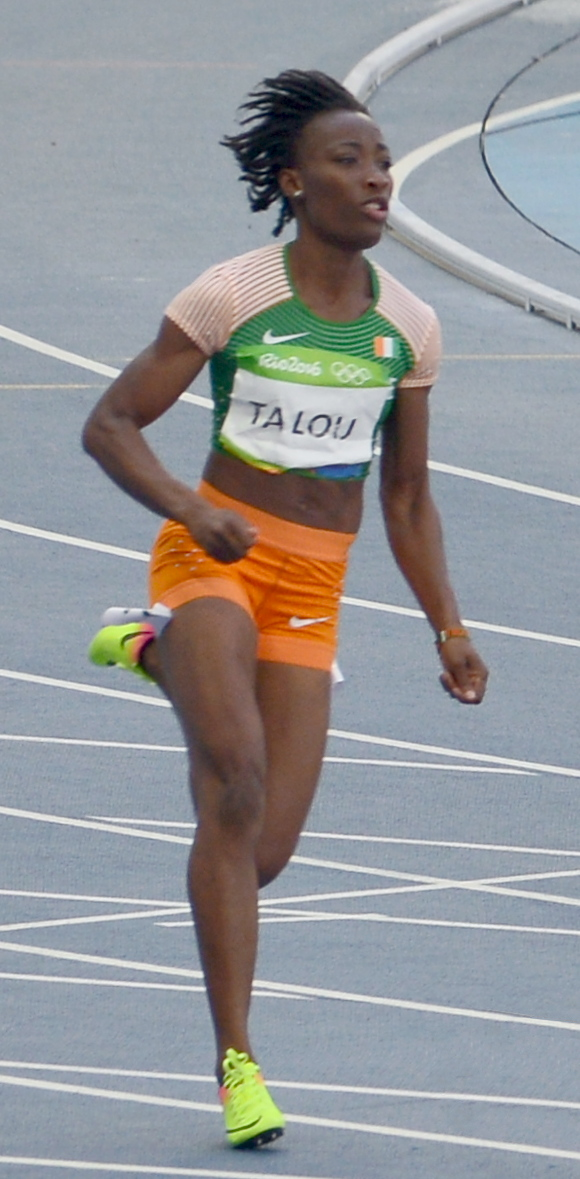
Die fünftplatzierte Marie-Josée Ta Lou
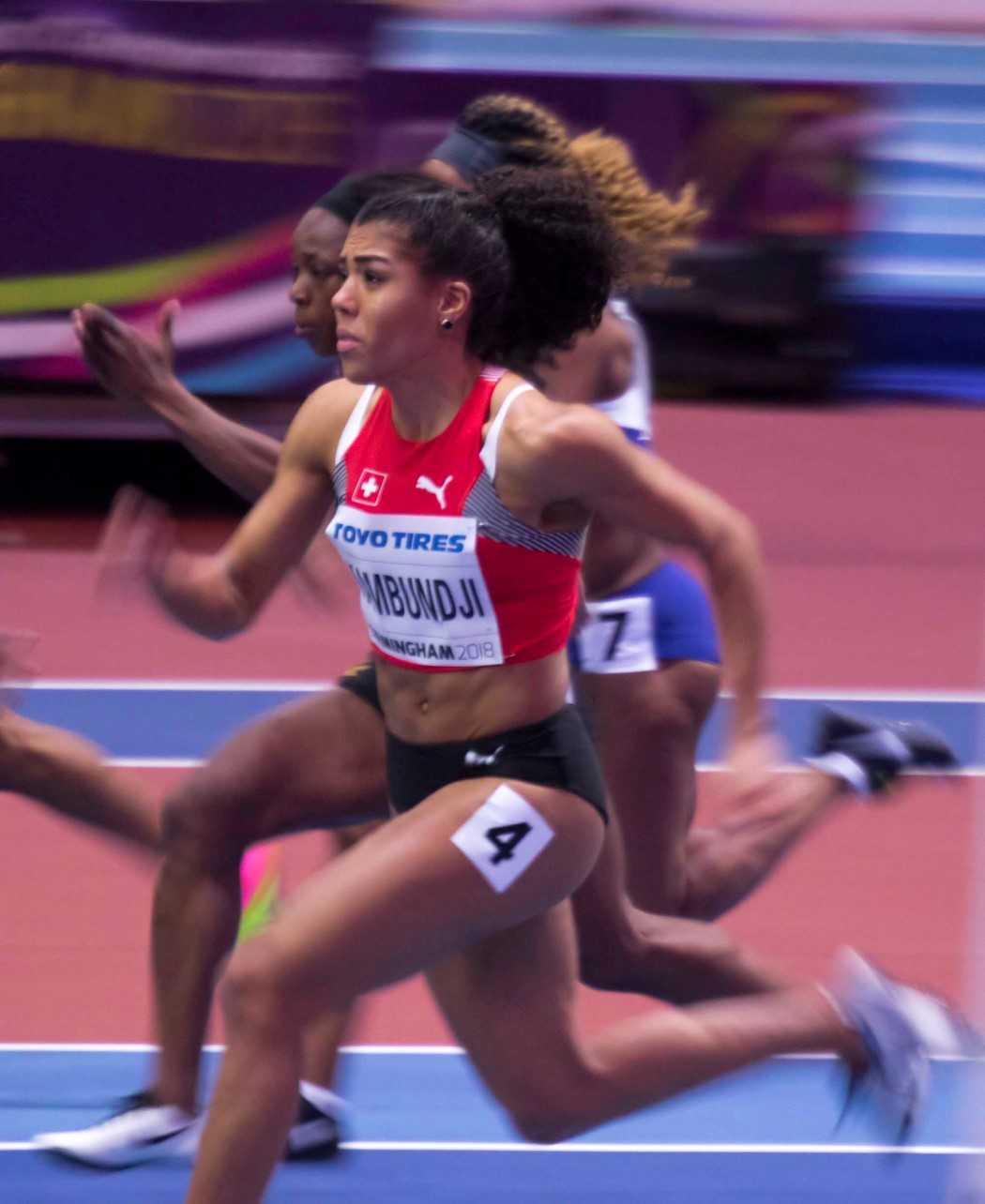
Rang sieben für Mujinga Kambundji, die zuvor zweimal Schweizer Landesrekord gelaufen war
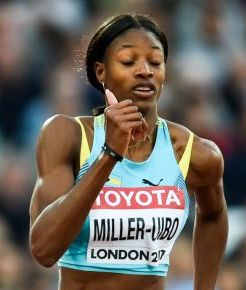
Shaunae Miller-Uibo kam auf den achten Platz

## Video
- ATHLETICS | Women’s 200m Final – Highlights, Olympic Games - Tokyo 2020, youtube.com, abgerufen am 29. Mai 2022